# Actaea spongiosa
Actaea spongiosa es una especie de crustáceo decápodo de la familia Xanthidae. Originalmente fue incluida en el género Actaeodes.